# Pascal Robert
Pour les articles homonymes, voir Robert.
Pascal Robert est un footballeur professionnel reconverti en entraîneur et dirigeant de football, né le 6 novembre 1962 à Vitré (Ille-et-Vilaine).
Ce défenseur a débuté au Stade briochin, puis a été recruté par Orléans. Il rejoint successivement Bourges, Dijon, Ancenis puis le Stade brestois. Il en devient l’entraîneur trois ans plus tard avant d'occuper le poste de directeur commercial du club breton.
Il en est depuis 2016 le Directeur général.

## Carrière de joueur
- 1984-1985 : Stade briochin
- 1985-1987 : US Orléans
- 1987-1989 : FC Bourges
- 1989-1990 : Cercle Dijon
- 1990-1993 : RC Ancenis
- 1993-1994 : Stade brestois[1]